# Cronay
Cronay is een gemeente en plaats in het Zwitserse kanton Vaud, en maakt deel uit van het district Jura-Nord vaudois.
Cronay telt 317 inwoners.